# Butters Stotch
Leopold „Butters” Stotch – postać fikcyjna z serialu animowanego Miasteczko South Park, stworzona przez Treya Parkera i Matta Stone’a. Luźno inspirowana Erikiem Stough, jednym z animatorów serialu, a jej imię pochodzi od cukierków boterbabbelaar, w języku angielskim znanych jako butterscotch. W oryginalnej wersji głosu Buttersowi użycza Matt Stone, a w polskiej – Jacek Kopczyński.

## Rola w serialu
Butters po raz pierwszy pojawił się w pilotażowym odcinku, Sonda analna Cartmana, jako nieznany z imienia chłopiec przewijający się w tle i taką rolę pełnił w kilkunastu kolejnych odcinkach, w których się pojawiał. Postać została przez twórców nazwana Buttersem i przedstawiona z imienia w odcinku 39., Dwóch golasów w jacuzzi, w którym po raz pierwszy odegrała znaczącą rolę. W trakcie szóstej serii, podczas nieobecności Kenny’ego, zajął jego miejsce jako czwarty członek grupy, wielokrotnie wyszydzany i wykorzystywany przez pozostałych chłopców, którzy m.in. doczepili mu do podbródka mosznę i zgłosili do programu z osobliwościami, chcąc otrzymać nagrodę. Został wyrzucony z paczki na rzecz Tweeka Tweaka, wskutek czego stworzył swoje złe alter ego – superzłoczyńcę Profesora Chaosa. Niedługo później jego tajną tożsamość poznał Dougie, który dołączył do niego jako jego pomocnik Generał Bajzel. Celem Profesora Chaosa stało się zniszczenie świata, jednak wszystkie jego plany, takie jak np. zalanie Ziemi poprzez odkręcenie węża ogrodowego, kończą się niepowodzeniem.
Po zmartwychwstaniu Kenny’ego Butters pozostał jedną z najważniejszych postaci w kolejnych seriach. Sporadycznie objawia się jako Profesor Chaos, w większości przypadków jest jednak obiektem żartów ze strony Cartmana albo głównym bohaterem poszczególnych odcinków, jak np. Tubylcem być, w którym wyrusza na hawajską wyspę Kauaʻi, żeby poznać ziemię swoich przodków, czy Główna sucz Buttersa, w którym zostaje sutenerem.

## Postać

### Projekt
Postać Buttersa z reguły pokazywana jest z jednego kąta kamery, a jego ruchy celowo animowane są tak, żeby sprawiały wrażenie nerwowych. Podkładając głos pod Buttersa Matt Stone mówi swoim normalnym głosem, modulując go nieznacznie, żeby brzmiał bardziej jak dziecko, delikatnie się jąka i dodaje południowy akcent. Nagrane dialogi są następnie obrabiane komputerowo za pomocą oprogramowania Pro Tools.

### Historia
Postać luźno inspirowana jest Erikiem Stough, jednym z animatorów serialu i wieloletnim współpracownikiem twórców. Przed odcinkiem Dwóch golasów w jacuzzi, w którym Butters po raz pierwszy miał kwestię mówioną, ekipa realizatorska nazywała jego postać „Puff Puff” i „Swanson”. Piąta seria zakończyła się odcinkiem Odcinek Buttersa, w którym twórcy przedstawili postać i jej rodzinę z zamiarem zapoznania widzów z nimi przed uczynieniem go ważniejszą postacią w nadchodzących seriach. W kolejnych latach pojawiał się w coraz większej ilości scen, bardzo często dzieląc je z Cartmanem, które są jednymi z ulubionych scen do pisania przez Parkera. Butters pojawia się również w filmie pełnometrażowym Miasteczko South Park, gdzie wydaje jednak jedynie odgłosy. W komentarzu do wydania filmu twórcy wyrazili zdziwienie tym, jak niewiele czasu poświęcili tej postaci, stwierdzając, że w filmie stworzonym obecnie odegrałby on znacznie większą rolę w fabule.

### Osobowość
Chociaż używa przekleństw, robi to znacznie rzadziej niż inny dziecięcy bohaterowie serialu, zamiast tego z reguły używając eufemizmów, takich jak „o rety, kotlety” i „o rajuniu”. Delikatnie się jąka i ma tendencję do gestykulowania rękami. Przez pozostałe postaci bywa nazywany „nerdem”, z reguły zachowuje spokój wobec wydarzeń, jakie rozgrywają się wokół niego. Jego radosne nastawienie opisane zostało jako typowa postać dziecięca z sitcomów z lat 50. i stanowi przeciwieństwo nierzadko brutalnych zachowań jego kolegów czy rodziców, jak chociażby matki, która chce go zabić, kiedy dowiaduje się, że jej mąż jest biseksualny czy babci, która go gnębi. Stone opisuje go jako „wiecznie niewinnego”, Butters jednak uważa się za problematyczne dziecko, ponieważ tak nazywają go rodzice, i miewa wyrzuty sumienia, kiedy traci kontrolę. Jest nadzwyczaj naiwny, bardzo szybko wierzy we wszystko, co mu się powie i z reguły bez zastanowienia spełnia prośby innych osób, bez względu na to, jak dziwaczne by nie były. Ze względu na swoją łatwowierność i naiwność zawsze jest bezwolnym uczestnikiem różnych planów Cartmana. Sporadycznie pokazuje swoją ciemniejszą stronę, jak chociażby w odcinku, w którym surowo gani znęcającą się nad nim babcię.

## W innych mediach
Butters odgrywa znaczącą rolę w trzyodcinkowej Krainie wyobraźni, wydanej w 2008 roku jako film bezpośrednio na DVD. Jest główną grywalną postacią w grze mobilnej South Park Imaginationland, luźno bazującej na Krainie wyobraźni. W grze South Park Let’s Go Tower Defense Play! jest jedną z postaci, którą gracz może wybrać i bronić wieży przed innymi graczami. Odgrywa również znaczącą rolę jako towarzysz w grze South Park: Kijek Prawdy, gdzie pełni funkcję paladyna, a do jego umiejętności zaliczają się leczenie, zadawanie świętych obrażeń i przyzywanie Profesora Chaosa, mogącego zadać różne obrażenia przeciwnikom albo chronić gracza. W październiku 2010 roku wydany został box DVD zawierający odcinki poświęcone Buttersowi, A Little Box of Butters.